# 4613 Мамору
4613 Мамору (4613 Mamoru) — астероїд головного поясу, відкритий 22 липня 1990 року.
Тіссеранів параметр щодо Юпітера — 3,308.
Названо на честь Мамору (яп. まもる(衛) мамору)